# 夜神月
夜神月（日语：／ Yagami Raito），是由大場鶇原作，小畑健作畫的日本漫畫《死亡筆記》的主角。他也深得松田桃太的信任。他是個對世界感到不滿的天才，在得到一本死亡筆記本——一本允許任何人只要透過知道對方的姓名及長相就能殺死對方的筆記本——之後，他以筆記本殺死了諸多罪犯，成為了被稱為「奇樂」的連環殺手。他試圖創造一個沒有犯罪的「新世界」，進而成為新世界的神。

## 設計

### 漫畫
夜神月的「月」字唸法很特殊，不唸為一般讀法的つき（Tsuki）、げつ（Getsu）或者がつ（Gatsu），而是唸為ライト（Raito）。「月」這個漢字在日文裡本身並沒有ライト這個讀音，是作者特意把「月」字唸法標注成ライト，意指為外來語，來自英文單詞Light，亦即「光」的涵義。

### 電影版
導演金子修介企圖讓月在開頭時、讓觀眾同情他，因此他修改了原著的序章。當月初次得到筆記本時、做出了「如同你我一般的」反應。金子將月的房間設計得整齊清潔，並放置法律、犯罪史、外文書和學術書籍來反應月的個性，在漫畫中、月的房間有一個立體音響，電影中把它換成了吸塵器來反應出月的自我潔癖。
藤原龍也認為，由於月沒有一個標誌性的動作或外在特色，因此他很難飾演月。他努力地傳達出月「超乎常人的智商」的一面以及「純淨而單純」的一面。

## 劇中表現
他的容貌英俊、體格挺拔、頭腦明晰、智力超群、手藝靈巧、體育全能、演技完美、擅長交際、心理質素極強、推理能力和電腦技術卓越。此外他的家境富裕、家庭氣氛融洽、生活美滿，堪稱是個完美的人。面对日益腐朽的世界，他感到十分无聊。而死神界的路克也同样因死神界的腐朽而感到无聊。于是，路克故意将死亡笔记丢到人间界，想要去人间界寻找乐趣。而夜神月则在無意間撿到了死亡筆記，起初，他认为这只是个恶作剧。但在用死亡笔记殺了兩個人之後，月相信了死亡笔记的力量。出于强烈的正义感，夜神月開始立下決心要建立一個沒有犯罪者的新世界，并且甘愿为此牺牲自己的一切。不久後，他的行為引起了世界第一偵探L的懷疑。夜神月与L展开了一番激烈而又精彩的斗争，并最终取胜。在擊敗了L後，夜神月的行為獲得了世界性的支持，支持者對他敬如神祇。但由於梅洛的行動導致魅上照失誤，讓月露出破綻，因而讓奇樂的真實身份被L的後繼者們揭穿。雖然月試圖向路克求救，但路克認為月大勢已去便將他殺死，得年23歲。

## 電影版的夜神月
在最初登場的時候，夜神月已經是一個法律系的大學生。與漫畫版和動畫版劇情情節走異。某天他在晚上撿到了一本由路克掉在人間的筆記，且發現在大雨中只有那本筆記是乾的。月利用死亡筆記清除一切罪惡，試圖控制整個世界成為心目中理想國度，被傳媒稱為「奇樂」。不過最終被偵探L懷疑，調查範圍很快縮小到日本的關東地方，就這樣，開始了兩人之間鬥智鬥力的對決。後來，月找到機會加入調查奇樂的幹部。進入沒多久，在櫻花電視台舉辦台慶時，意外的出現自稱是第二奇樂的人發出了死亡預告，並且叫奇樂到台慶現場。而夜神月的妹妹-夜神粧裕也在台慶現場，夜神月便以此為名義進入了櫻花電視台裡，也在這時候被第二奇樂彌海砂給發現到他就是奇樂。知道夜神月就是奇樂的彌海砂，在一次和L（龍崎）的見面後，被抓回了偵查總部。為了救出海砂，於是月和兩位死神串通計畫。月自願被監禁在偵查總部中，並且在幾天後說出「捨棄」來放棄筆記本的擁有權。失去任何關於筆記本記憶的夜神月，在高田清美事件後再次接觸筆記，取回所有權，恢復記憶，並試圖解決L。最終L讓自己假死，反將月一軍，雖然月一度掙扎，但最終仍被原本的筆記持有者死神路克殺死。

## 電視劇版的夜神月
與漫畫版和動畫版劇情情節走異。從原本的「天才高中生」變成隱藏潛能的「平凡大學生」，連第一集撿到死亡筆記本時，都要查字典才能讀懂上面的英文。隨著情節推進，人物設定漸漸貼近原作。

## 反響
大場認為月是死亡筆記本的受害者，自從月獲得筆記本後、人生就「毀了」。根據他的描述，月在喪失記憶的期間是能理解他人痛苦的好青年。如果死神路克沒有來到人間，月將會成為警視廳高階主管，與L一起對付罪犯。他補充說，爭論月的行為是善是惡並不重要，他個人感覺月「非常邪惡」。小畑認為月是他第二喜歡的角色，不過他不確定那是「喜歡」或是因為能在少年漫畫雜誌畫這樣的大壞蛋「很爽」。大場表示，月的行為雖然已經扭曲，但仍有親情、並認為他的家人們是認真善良的人。但月認為彌海砂是「殺了人的壞人」，因此對她很冷淡、只是在利用她。
沙龍的Douglas Wolk將月描述為「冷酷的控制者」、「極端利己」、「不知悔改」的連環殺手，他不同於《系列》裡代表純粹邪惡的怪物佛萊迪·克魯格，也不同於《美國殺人魔》裡的Patrick Bateman。夜神月是個「高道德標準的好人」。2016年，日本投票網站ranking票選少年JUMP上最性感的反派角色，夜神月排名第3，次於並列第一的和迪奧·布蘭度。
IGN的Travis Fickett將月描述為精神病患。IGN的Tom S. Pepirium認為月的輝煌人生受到擾亂Wolk提到月的理想世界，認為那將會是「充斥政治宣傳、由神秘劊子手統治的極權主義之地」，他提到大場認為在某方面而言、那說不定是比我們現在所處的世界更好的地方。 Jolyon Baraka Thomas認為月對正義的觀點是不純正的，「（他）以造孽的方式試著在拯救世界」。日本腳本家井上敏樹認為死亡筆記本的動畫版將月描述為「盼望夢想能實現的小孩」。IGN的Tom S. Pepirium在得知某些讀者希望夜神月可以成為故事中的勝利者時感到驚訝，他補充說、自己的妻子比較想為夜神月加油，希望他在發出如同在結尾時的歡呼，Pepirium認為英語版配音員布拉德·史瓦利的表現讓月顯得令人又愛又恨。
羅德島學院的Jason Charpentier評論：「雖然月身為主角、但卻是這般性格，這正是讓《死亡筆記本》有趣的原因之一」。月被列入IGN有史以來最佳動畫角色的第18名，作家Chris Mackenzie讚揚他是「迷人的」。在2014年，他被IGN列入有史以來最偉大的動畫角色第7名，並評論他「驅動了《死亡筆記本》成為一股現象」。月經常被認為是反英雄，或是個惡人主角。
動畫導演荒木哲郎表示、他有著想支持月的衝動，如果自己是月的朋友、自己會被利用後殺掉，不過他還是認為月是有趣且具吸引力的。OtakuZone的Pauline Wong在The Star (馬來西亞)上撰文評論改編的電影，他認為藤原龍也完整地飾演了夜神月美少年的一面，直到他露出露出邪惡的微笑；Kitty Sensei同意他的觀點，認為電影版對於月的描寫忠於原作。
在電影中飾演月的藤原龍也認為，即使殺人是件可怕的事、他也能理解月想要創造新世界的想法。飾演L的松山研一認為L和月都是自己無法理解的獨特之人。飾演海砂的戶田惠梨香認為月和海砂的行為皆屬犯罪。

## 註解
1. ↑  Shonen Jump. Volume 6, Issue 6. June 2008. VIZ Media. 6.
2. ↑  "The making （页面存档备份，存于）." The Star. Sunday October 29, 2006. Retrieved on September 23, 2009.
3. 1 2 3  "The stars （页面存档备份，存于）." The Star. Sunday October 29, 2006. Retrieved on September 23, 2009.
4. ↑  大場鶇、小畑健. . 東立出版社. 2008: 114. ISBN 986-11-8552-6.
5. ↑  大場鶇、小畑健. . 東立出版社. 2008: 69. ISBN 986-11-8552-6.
6. ↑  大場鶇、小畑健. . 東立出版社. 2008: 190. ISBN 986-11-8552-6.
7. ↑  大場鶇、小畑健. . 東立出版社. 2008: 65. ISBN 986-11-8552-6.
8. 1 2  Wolk, Douglas. "Death strip （页面存档备份，存于）." Salon. July 26, 2007. Retrieved on September 23, 2009.
9. ↑  . ranking. 2016-05-11  [2017-09-10]. （原始内容存档于2018-12-07） （英语）.
10. ↑  Fickett, Travis. "Death Note: "Rebirth" Review （页面存档备份，存于）." IGN. May 15, 2007. Retrieved on September 23, 2009.
11. ↑  Pepirium, Tom S. "Death Note: "Confrontation" Review （页面存档备份，存于）." IGN. October 29, 2007. Retrieved on September 23, 2009.
12. ↑  Thomas, Jolyon Baraka. . Japanese Journal of Religious Studies: 127–151.
13. ↑  "Passion and dreams." Newtype USA. November 2007. Volume 6. Number 11. 50-51.
14. ↑  Pepirium, Tom S. "Death Note: "Overcast" Review （页面存档备份，存于）". IGN. December 4, 2007. Retrieved on September 23, 2009.
15. ↑  Pepirium, Tom S. "Death Note: "Ally" Review （页面存档备份，存于）". IGN. February 27, 2008. Retrieved on September 23, 2009.
16. ↑  Otaku Weekly Review 4/15/08 （页面存档备份，存于）". The Anchor. Tuesday, April 15, 2008 (Updated Wednesday, October 8, 2008). Retrieved on April 2, 2009.
17. ↑  Mackenzie, Chris. . IGN. 2009-10-20  [2009-10-21]. （原始内容存档于2012-06-03）.
18. ↑  Isler, Ramsey. . IGN. 2014-02-04  [2014-03-13]. （原始内容存档于2014-10-01）.
19. ↑  Robin E. Brenner. . : 46.
20. ↑  Carrie Tucker. . : 87.
21. ↑  "Death rocks Archive.today的存檔，存档日期2008-04-23". The Star. Sunday November 12, 2006. Retrieved on April 2, 2009.
22. ↑  Kitty Sensei. "Here’re a few hints of the second and concluding part of Death Note the movie, The Last Name. （页面存档备份，存于）". The Star. Sunday January 14, 2007. Retrieved on April 1, 2009.